# La Pandorica s'ouvre, deuxième partie
La Pandorica s'ouvre, deuxième partie (The Big Bang) est le 13e et dernier épisode de la cinquième saison de la deuxième série de la série télévisée britannique de science-fiction Doctor Who. Cet épisode et le précédent, qui forment une seule histoire, ont reçu un Prix Hugo.  Le Docteur doit annuler une catastrophe inexplicable, l'explosion de son TARDIS, qui a effacé l'univers presque entier.

## Synopsis
En 1996 dans un univers occupé uniquement par la Terre, sa Lune et une source de lumière et d'énergie semblable au soleil, la jeune Amelia Pond prie le père Noël au sujet de la fissure dans son mur. Dans cette histoire réécrite, cependant, le Docteur n'apparaît pas dans son jardin. Le lendemain, elle trouve une brochure d'un musée glissée dans la boîte aux lettres de sa maison. Sur celle-ci est écrit un message lui enjoignant d'aller voir la Pandorica, un objet mystérieux qui y est conservé. Elle convainc sa tante de l'y emmener, et elle y trouve une autre note sur la Pandorica elle-même qui lui dit de rester sur place. Elle se cache jusqu'à la fermeture du musée. Elle approche la Pandorica, qui s'ouvre quand elle la touche, et à l'intérieur se trouve non le Docteur mais Amy adulte.
Il s'avère que, grâce au voyage dans le temps, le Docteur pu revenir en arrière pour donner à Rory son tournevis sonique ce qui a permis à Rory d'ouvrir la Pandorica quelques instants après sa fermeture.  La Pandorica ayant été conçue comme la prison la plus sûre de l'univers, il est impossible de s'en échapper y compris en mourant : elle gardera toujours son occupant en vie. Donc, ils placent Amy dans la Pandorica de telle sorte qu'elle puisse la conserver en vie jusqu'à ce qu'une plus jeune version d'elle-même puisse l'ouvrir. Rory choisit en dépit de tout de monter la garde près d'Amy pendant les 1894 ans d'attente car, étant un Auton, il est presque immortel.
Le Docteur utilise alors le manipulateur de vortex de River pour voyager directement vers le musée où se trouvent Amy et Amelia. À son arrivée ils sont immédiatement attaqués par un Dalek, qui est resté là comme un écho de l'histoire effacée par l'effondrement de l'univers avant d'être ramené à l'existence par la lumière émanant de la Pandorica. Rory, qui est à présent chargé de la surveillance de la Pandorica comme agent de sécurité, les sauve. Le Docteur voyage alors dans le passé pour donner à Rory son tournevis sonique et pour donner à la jeune Amelia les messages qui l'ont amenée à la Pandorica.
Quelques instants plus tard une nouvelle version du Docteur venue de douze minutes dans le futur arrive au musée, ayant été abattu par un Dalek, et la jeune Amelia disparaît car l'univers continue de s'effondrer. Le Docteur mourant dit au Docteur actuel de distraire le Dalek tandis qu'il modifie la Pandorica pour voler vers le cœur de la source de lumière semblable au Soleil, qui est en fait le TARDIS du Docteur qui explose à tous les moments de l'Histoire. River Song est prisonnière à l'intérieur d'une boucle temporelle, et le Docteur vient à son secours grâce au manipulateur de vortex. Le Docteur a imaginé amener la Pandorica, qui contient les derniers vestiges de l'univers intact avant l'effondrement, auprès de l'explosion, de façon que son énergie régénérative soit éparpillée dans tout l'univers. Le Docteur, River, Amy et Rory sont poursuivis par le Dalek, qui finalement abat le Docteur ; celui-ci voyage alors douze minutes dans le passé. Restée seule, River tue le Dalek après l'avoir fait supplier de l'épargner.
Pendant ce temps, le Docteur a achevé la modification de la Pandorica afin de la faire voler au cœur du TARDIS. Le TARDIS en explosion permettra au contenu de la Pandorica de toucher chaque partie de l'univers grâce aux fissures. Le Docteur dit aussi à Amy que, puisqu'elle a vécu toute sa vie avec une fissure de l'univers dans son mur, elle a le pouvoir de ramener les gens des failles comme elle l'a fait avec Rory. Il pilote ensuite la Pandorica dans le centre incandescent du TARDIS et l'univers est restauré.
Après ce Big Bang II, le Docteur est étonné de se réveiller dans le TARDIS. Il se retrouve parcourant sa vie récente à rebours et en particulier dans la forêt du Byzantium, où il supplie Amy de se souvenir de ce qu'il lui a dit.
Finalement arrive la nuit où la jeune Amelia est assise sur sa valise à l'extérieur de sa maison pour attendre le retour du Docteur. Le Docteur porte Amelia endormie dans sa chambre en lui racontant une histoire au sujet d'un vieil homme un peu fou qui avait emprunté une véritable boîte magique bleue qui était à la fois toute neuve et très ancienne. Ensuite il décide de ne pas aller davantage loin dans sa propre vie passée, et entre dans la fissure dans le mur de la chambre d'Amelia ; ce qui permet à toutes les fissures de se fermer complètement, et l'enferme à l'extérieur de l'univers et de la réalité.
Amelia vit sa vie, avec une famille que ses souvenirs ont permis de ramener à l'existence, y compris sa mère et son père. Le jour de son mariage elle commence à ressentir qu'elle a oublié quelque chose d'important. Elle aperçoit River par la fenêtre et découvre son carnet de bord - dont la couverture ressemble au TARDIS - dans la pile de cadeaux, mais il est à présent vierge. Elle finit par se souvenir du TARDIS et de son passager à travers la vieille tradition anglaise qui dit que la mariée, le jour de son mariage doit porter « quelque chose de vieux, quelque chose de nouveau, quelque chose d’emprunté et quelque chose de bleu ». Le TARDIS et le Docteur réapparaissent et il se joint à la fête du mariage d'Amy et de Rory. Plus tard, le Docteur rend à River son journal de bord, dans lequel ses écrits sont rétablis, ainsi que le manipulateur de vortex. Ils ont une conversation ambigüe sur leur possible mariage, et elle lui assure qu'il va bientôt la rencontrer pour la première fois et qu'alors « tout changera ».
Amy et Rory rejoignent le Docteur, qui est préoccupé car il ne sait toujours pas qui a fait exploser son TARDIS et quelle est la nature du « silence » qui menaçait l'univers.  En attendant, il reçoit un appel de détresse et les jeunes mariés insistent pour l'accompagner à nouveau dans une nouvelle aventure qui concerne « une déesse égyptienne en fuite à bord de l'Orient Express... dans l'espace ».

### Continuité
L'épisode revisite plusieurs scènes vues plus tôt dans la saison. La scène d'ouverture commence de la même façon que celle du Prisonnier zéro sauf que le Docteur ne s'écrase pas dans le jardin d'Amelia. Le Docteur revisite aussi différents moments de la série à reculons tel Le Colocataire où Amy passe dans la rue où il habite et Le Labyrinthe des Anges, deuxième partie où il a une conversation avec Amy qui paraissait incongrue dans le contexte de l'épisode mais prend maintenant un sens différent. Enfin, il retourne dans la maison d'Amelia âgée de 7 ans quelques heures après son premier passage dans Le Prisonnier zéro.

## Personnages secondaires
- Dr River Song : Alex Kingston
- Amelia : Caitlin Blackwood
- Tante Sharon : Susan Vidler
- Christine : Frances Ashman
- Dave : William Pretsell
- Augustus Pond : Halcro Johnston
- Tabetha Pond : Karen Westwood
- Les Daleks de pierre : voix de Nicholas Briggs

## Réception
L'épisode a reçu le Prix Hugo 2011 de la meilleure série ou court-métrage.